# Spathoglottis kimballiana
Spathoglottis kimballiana är en orkidéart som beskrevs av Joseph Dalton Hooker. Spathoglottis kimballiana ingår i släktet Spathoglottis och familjen orkidéer.

## Underarter
Arten delas in i följande underarter:
- S. k. angustifolia
- S. k. antiquensis
- S. k. kimballiana